# Єпископат Болгарської православної церкви
Єпископат Болгарської православної церкви станом на 9 лютого 2025 року нараховує 34 ієрархи, серед них 15 правлячих (у тому числі предстоятель Церкви — патріарх Болгарський, митрополит Софійський), 15 вікарних, 3 титулярні, ще 1 ієрарх перебуває на спокої.

## Чинні єпископи
| №  | Архієрей               | Архієрей   | Архієрей                                             | Хіротонія       | Хіротонія   | Статус       |
| №  | Ім'я                   | Сан        | Титул                                                | Дата            | Патріарство | Статус       |
| -- | ---------------------- | ---------- | ---------------------------------------------------- | --------------- | ----------- | ------------ |
| 1  | Даниїл (Николов)       | патріарх   | Болгарський, митрополит Софійський                   | 20 січня 2008   | Максим      | предстоятель |
| 2  | Іосиф (Босаков)        | митрополит | Американський, Канадський і Австралійський           | 7 грудня 1980   | Максим      | правлячий    |
| 3  | Григорій (Стефанов)    | митрополит | Велико-Тирновський                                   | 22 грудня 1985  | Максим      | правлячий    |
| 4  | Ігнатій (Димов)        | митрополит | Плевенський                                          | 19 червня 1988  | Максим      | правлячий    |
| 5  | Гавриїл (Динев)        | митрополит | Ловчанський                                          | 19 жовтня 1998  | Максим      | правлячий    |
| 6  | Миколай (Севастіянов)  | митрополит | Пловдивський                                         | 7 липня 2001    | Максим      | правлячий    |
| 7  | Наум (Димитров)        | митрополит | Русенський                                           | 17 березня 2007 | Максим      | правлячий    |
| 8  | Іоан (Іванов)          | митрополит | Варненський та Велико-Преславський                   | 18 березня 2007 | Максим      | правлячий    |
| 9  | Кипріян (Казанджієв)   | митрополит | Старо-Загорський                                     | 3 березня 2008  | Максим      | правлячий    |
| 10 | Антоній (Михалев)      | митрополит | Західно- та Середьноєвропейський                     | 23 березня 2008 | Максим      | правлячий    |
| 11 | Григорій (Цветков)     | митрополит | Врачанський                                          | 29 жовтня 2010  | Максим      | правлячий    |
| 12 | Серафим (Динков)       | митрополит | Неврокопський                                        | 18 грудня 2011  | Максим      | правлячий    |
| 13 | Арсеній (Лазаров)      | митрополит | Сливенський                                          | 6 липня 2014    | Неофіт      | правлячий    |
| 14 | Яків (Дончев)          | митрополит | Доростольський                                       | 20 грудня 2016  | Неофіт      | правлячий    |
| 15 | Пахомій (Лозанов)      | митрополит | Видинський                                           | 19 жовтня 2021  | Неофіт      | правлячий    |
| 16 | Євлогій (Стамболджиєв) | єпископ    | Адріанопольський, вікарій Пловдивської єпархії       | 18 жовтня 1998  | Максим      | вікарний     |
| 17 | Сіоній (Радев)         | єпископ    | Велицький, вікарій Видинської єпархії                | 24 березня 2007 | Максим      | вікарний     |
| 18 | Борис (Добрев)         | єпископ    | Аґатонікійський, вікарій Доростольської єпархії      | 22 березня 2008 | Максим      | вікарний     |
| 19 | Ігнатій (Караґьозов)   | єпископ    | Проватський, вікарій Сливенської єпархії             | 6 квітня 2008   | Максим      | вікарний     |
| 20 | Полікарп (Петров)      | єпископ    | Белоградчицький, вікарій Софійської єпархії          | 27 липня 2014   | Неофіт      | вікарний     |
| 21 | Ієрофей (Косаков)      | єпископ    | Агатопольський, вікарій Сливенської єпархії          | 1 жовтня 2014   | Неофіт      | вікарний     |
| 22 | Герасим (Георгієв)     | єпископ    | Мелницький, вікарій Софійської єпархії               | 18 грудня 2016  | Неофіт      | вікарний     |
| 23 | Віссаріон (Гривов)     | єпископ    | Смолянський, вікарій Пловдивської єпархії            | 21 лютого 2021  | Неофіт      | вікарний     |
| 24 | Михаїл (Діловський)    | єпископ    | Константійський, вікарій Ловчанської єпархії         | 26 вересня 2021 | Неофіт      | вікарний     |
| 25 | Макарій (Чакиров)      | єпископ    | Главиницький, вікарій Русенської єпархії             | 26 червня 2022  | Неофіт      | вікарний     |
| 26 | Ісаак (Бояджийський)   | єпископ    | Велбиждський, вікарій Софійської єпархії             | 10 червня 2023  | Неофіт      | вікарний     |
| 27 | Матфей (Орешков)       | єпископ    | Никопольський, вікарій Велико-Тирновської єпархії    | 27 квітня 2024  | м-бГригорій | вікарний     |
| 28 | Мелетій (Спасов)       | єпископ    | Знепольський, вікарій Софійської єпархії             | 15 вересня 2024 | Даниїл      | вікарний     |
| 29 | Климент (Страхилов)    | єпископ    | Левкійський, вікарій єпархії США, Канади й Австралії | 15 грудня 2024  | Даниїл      | вікарний     |
| 30 | Богослов (Димитров)    | єпископ    | Маркіянопольський, вікарій Старо-Загорської єпархії  | 22 грудня 2024  | Даниїл      | вікарний     |
| 31 | Іннокентій (Петров)    | єпископ    | Крупницький                                          | 19 травня 1994  | Пимен       | титулярний   |
| 32 | Яків (Тасев)           | єпископ    | Месемврійський                                       | 19 жовтня 1997  | Пимен       | титулярний   |
| 33 | Тихон (Іванов)         | єпископ    | Тиверіопольський                                     | 6 липня 2003    | Максим      | титулярний   |
| 34 | Галактіон (Табаков)    | митрополит | колишній Старо-Загорський                            | 6 липня 1986    | Максим      | на спокої    |

1. 1 2  хіротонізований у болгарському розколі